# Tumbo socken
Tumbo socken i Södermanland ingick i Västerrekarne härad, ingår sedan 1971 i Eskilstuna kommun och motsvarar från 2016 Tumbo distrikt.
Socknens areal är 47,50 kvadratkilometer, varav 47,42 land. År 2000 fanns här 1 644 invånare.  En del av Kvicksund samt tätorten och kyrkbyn Tumbo med sockenkyrkan Tumbo kyrka ligger i socknen.  

## Administrativ historik
Tumbo socken har medeltida ursprung. År 1950 överfördes Broby från Torpa socken hit. 
Vid kommunreformen 1862 övergick socknens ansvar för de kyrkliga frågorna till Tumbo församling och för de borgerliga frågorna till Tumbo landskommun. Landskommunen inkorporerades 1952 i Hällby landskommun som 1971 uppgick i Eskilstuna kommun. Församlingen uppgick 2002 i Hällby församling med Tumbo och Råby-Rekarne.
1 januari 2016 inrättades distriktet Tumbo, med samma omfattning som församlingen hade 1999/2000.
Socknen har tillhört län, fögderier, tingslag och domsagor enligt vad som beskrivs i artikeln Västerrekarne härad.  De indelta soldaterna tillhörde Södermanlands regemente, Väster Rekarne kompani.

## Geografi
Tumbo socken ligger väster om Torshälla och söder om Mälarfjärdarna Galten och Blacken och genomkorsas av Strömsholmsåsen. Socknen är en småkuperad skogsbygd med odlingsbygd i den mellersta delen.

## Fornlämningar

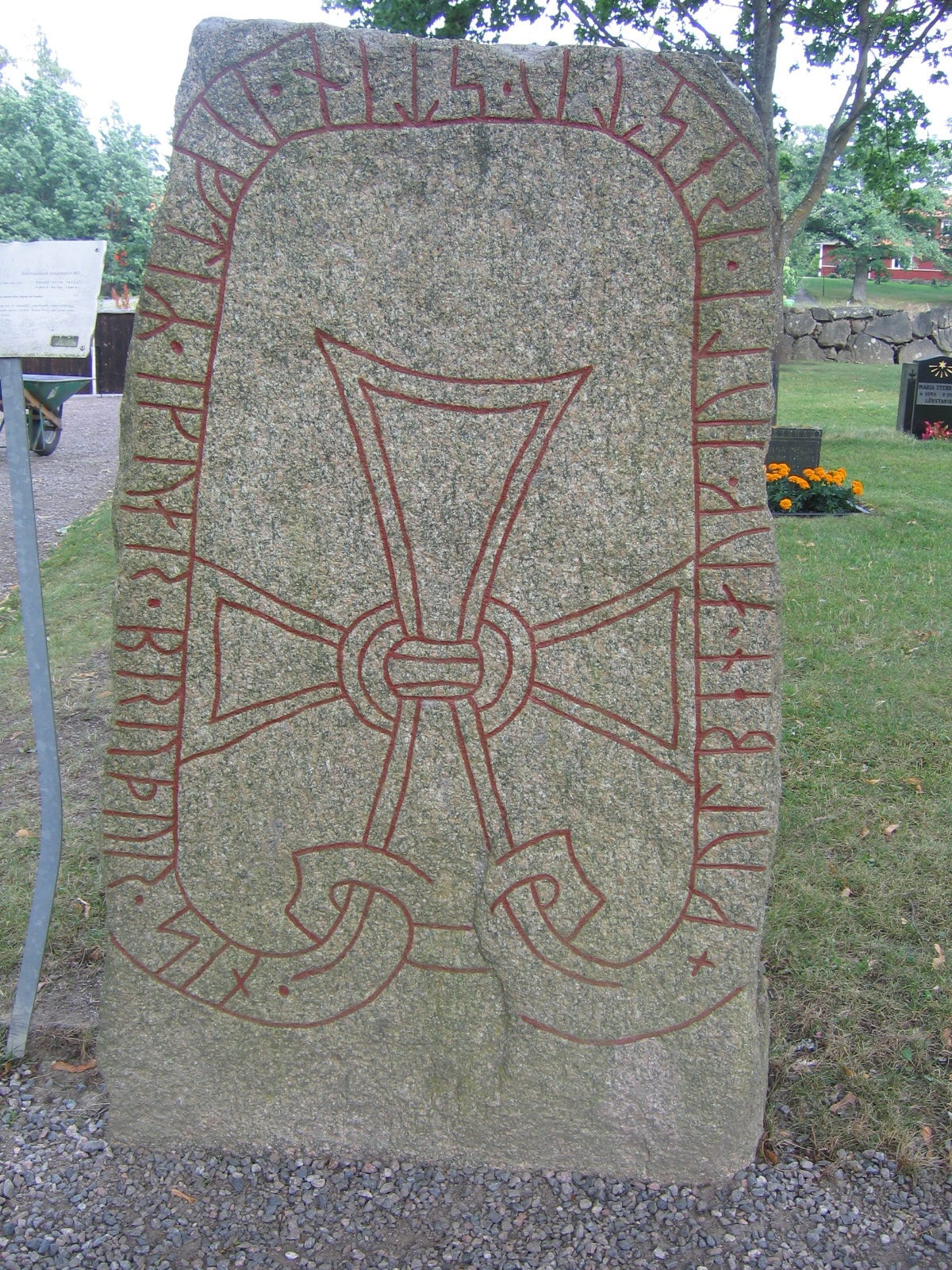
Runstenen Sö 362 vid kyrkan.

Från bronsåldern finns spridda gravrösen. Från järnåldern finns 23 gravfält och stensträngar. Två fornborgar, en vid Bogsten, och sju runristningar har påträffats.

## Namnet
Namnet (1291 Thumboherradh) har i efterleden härad, 'bygd' och inbyggarbeteckningen bo. Förleden är 'tun, 'inhägnad'.